# Neuroleon caligatus
Neuroleon caligatus är en insektsart som först beskrevs av Navás 1921.  Neuroleon caligatus ingår i släktet Neuroleon och familjen myrlejonsländor. Inga underarter finns listade i Catalogue of Life.